# Serica schoenmanni
Serica schoenmanni är en skalbaggsart som beskrevs av Ahrens 2005. Serica schoenmanni ingår i släktet Serica och familjen Melolonthidae. Inga underarter finns listade i Catalogue of Life.